# Michael Schottenberg

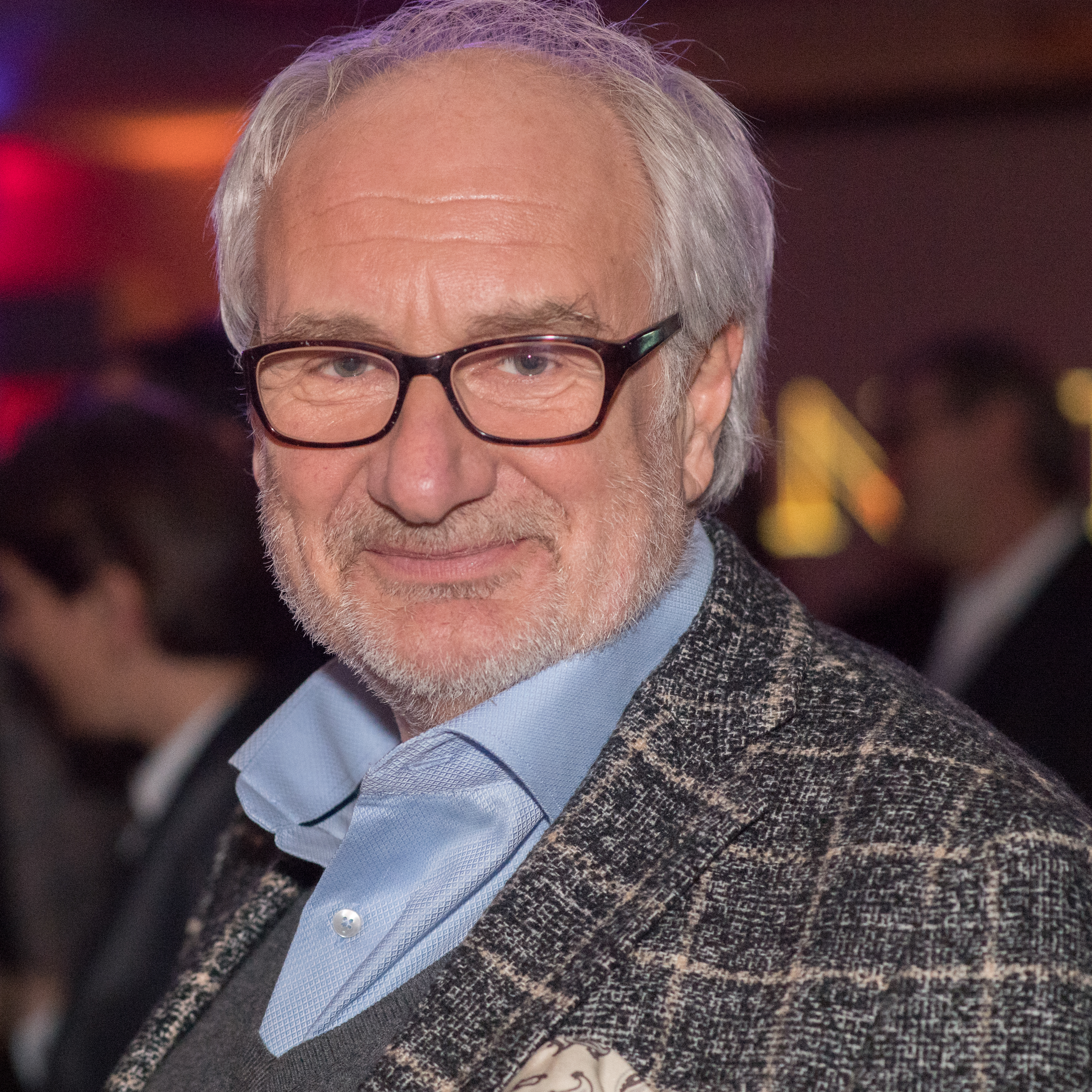
Michael Schottenberg (2019)

Michael „Schotti“ Schottenberg (* 10. Juli 1952 in Wien) ist ein österreichischer Schauspieler, Regisseur, Theaterintendant und Autor.

## Biographie
Schottenberg erhielt seine Ausbildung als Schauspieler von 1971 bis 1974 an der Hochschule Mozarteum in Salzburg. Ab dann war er in zahlreichen Rollen an verschiedenen Theatern in Wien und Berlin tätig. Ab 1978 arbeitete er auch als Regisseur.
Zusätzlich wirkte Schottenberg sowohl als Schauspieler als auch als Regisseur in diversen Kino- und Fernsehfilmen mit.
1984 gründete er sein eigenes Theater, das Theater im Kopf, mit dem er versuchte, sehr publikumsnahe Inszenierungen zu realisieren. In einem eigens errichteten Theaterzelt vor der Wiener Votivkirche erreichte er mit Aufführungen von Shakespeares Der Widerspenstigen Zähmung (1987) und Ibsens Peer Gynt (1988) jeweils mehr als 20.000 Zuschauer.
Im Herbst 2005 übernahm er die künstlerische Leitung des Wiener Volkstheaters.
Im Juni 2015 erklärte er, sich nicht nur als Direktor aus dem Wiener Volkstheater, sondern auch als Schauspieler, Theater- und Filmregisseur aus der Branche zurückziehen zu wollen.
Seither ist Schottenberg als Reiseautor für den Amalthea Verlag tätig. Er unternimmt zahlreiche Lesungen und Vorträge. Im Februar 2019 nahm Schottenberg an der Promi-Millionenshow für die Aktion Licht ins Dunkel teil.
2019 nahm er – gemeinsam mit Cornelia Kreuter – an der ORF-Tanzshow Dancing Stars teil. Das Paar kam bis ins Finale und erreichte dort den zweiten Platz. 2020 war er einer der letzten Gäste bei Wir sind Kaiser. Seit 7. Jänner 2020 ist er als Reise-Experte im Studio 2 zu sehen (jeweils Dienstag um 17.30 Uhr in ORF 2).
Schottenberg war bis 2011 mit Maria Bill verheiratet, das Paar hat einen gemeinsamen Sohn. Im Jahre 2020 heiratete er seine Lebensgefährtin Claire.

## Theater

### Schauspieler
- 1975: Helicon in Caligula von Camus (Theater Werkstatt, Wien)
- 1976: Karl in Maria Magdalena von Friedrich Hebbel (Theater in der Josefstadt, Wien)
- 1977: Don Juan in Don Gil von den grünen Hosen von de Molina/Boeser (Freie Volksbühne Berlin)
- 1979: Merkl-Franz in Kasimir und Karoline von Ödön von Horváth (Theater in der Josefstadt, Wien)
- 1980: Stan Laurel in Stan und Ollie in Wien von Urs Widmer (Schauspielhaus Wien)
- 1983: Bleichenwang in Was ihr wollt von Shakespeare (Schauspielhaus Wien)
- 1997: Kurt Fellner in Indien von Josef Hader und Alfred Dorfer (Schlossparktheater Berlin)
- 1999: Merlin in Merlin oder Das wüste Land von Dorst (Burgtheater, Wien)
- 2001: Erzähler in Heimatlos von Gruber (Burgtheater, Wien)
- 2005: Kurt Fellner in Indien Neuinszenierung von Josef Hader und Alfred Dorfer (Volkstheater Wien)
- 2005: Kiefer Löhner-Pfiffspitz (der Herausgeber) in Freiheit in Krähwinkel von Johann Nestroy (Volkstheater Wien)
- 2006: Kiefer Löhner-Pfiffspitz (der Herausgeber) in Freiheit in Krähwinkel von Johann Nestroy (Stadttheater Klagenfurt)

### Regisseur
- 1978: Kennedy’s Kinder von Robert Patrick (Schauspielhaus Wien)
- 1980: Stan und Ollie in Wien von Urs Widmer (Schauspielhaus Wien)
- 1982: Piaf von Pam Gems (Schauspielhaus Wien)
- 1983: Der Kontrabaß von Patrick Süskind (Schauspielhaus Wien)
- 1983: The Rocky Horror Picture Show von Richard O’Brien (Schauspielhaus Wien)
- 1985:  Musical Elvis von Regina Leßner (Theater im Kopf, Schauspielhaus Wien)
- 1987: Der Widerspenstigen Zähmung von William Shakespeare (Theater im Kopf, Zirkuszelt Codrelli, Wien)
- 1988: Peer Gynt von Henrik Ibsen (Theater im Kopf, Zirkuszelt Codrelli, Wien)
- 1994: Grease von Jim Jacobs und Warren Casey (Raimundtheater Wien)
- 1995:  Variété-Show Marantana! (Theater im Kopf, Zirkuszelt Codrelli, Wien)
- 1996: Weiningers Nacht von Jehoschua Sobol (Schlossparktheater Berlin)
- 1996: Cyrano de Bergerac von Edmond Rostand (Volkstheater Wien); mit dem Karl-Skraup-Preis ausgezeichnet
- 1997: Indien von Josef Hader und Alfred Dorfer (Schlossparktheater Berlin)
- 1997: Was ihr wollt von William Shakespeare (Schlossparktheater Berlin)
- 1997: Piaf von Pam Gems (Schlossparktheater Berlin)
- 1998: Die ganz begreifliche Angst vor Schlägen von Georges Courteline (Schlossparktheater Berlin)
- 1998: Mirandolina von Carlo Goldoni (Volkstheater Wien)
- 2000: Quand on n´a que l´amour – Maria Bill singt Jacques Brel (Metropol Wien)
- 2001: Musikalische Komödie Das Wunder von Hernals von Peter Lund und Wolfgang Böhmer (Kulisse Wien)
- 2002: Der Talisman von Johann Nestroy (Volkstheater Wien); mit dem Nestroy-Theaterpreis und dem Karl-Skraup-Preis ausgezeichnet
- 2003: Noch ist Polen nicht verloren von Jürgen Hofmann (Metropol Wien)
- 2003: Noch ist Polen nicht verloren von Jürgen Hofmann (Stadttheater Klagenfurt); mit dem Nestroy-Theaterpreis ausgezeichnet
- 2004: Mutter Courage und ihre Kinder von Bertolt Brecht (Volkstheater Wien)
- 2005: Indien von Josef Hader und Alfred Dorfer (Volkstheater Wien)
- 2005: Der Graf von Luxemburg von Franz Lehár (Theater an der Wien und Volksoper Wien)
- 2005: Freiheit in Krähwinkel von Johann Nestroy (Volkstheater Wien)
- 2005: Nestroy-Gala 2005 (Volkstheater Wien)
- 2006: Weiningers Nacht von Joshua Sobol (Volkstheater Wien)
- 2006: Indien von Josef Hader und Alfred Dorfer (Volkstheater in den Bezirken, Wien)
- 2006: Piaf von Pam Gems (Volkstheater in den Bezirken, Wien)
- 2006: Freiheit in Krähwinkel von Johann Nestroy (Stadttheater Klagenfurt)
- 2006: Der nackte Wahnsinn von Michael Frayn (Volkstheater Wien)
- 2007: Cabaret von Joe Masteroff (Volkstheater Wien)
- 2007: Einen Jux will er sich machen von Johann Nestroy (Volkstheater Wien)
- 2008: Sonny Boys von Neil Simon (Volkstheater Wien)
- 2008: Die Fledermaus von Johann Strauss (Volkstheater Wien)
- 2009: Umsonst! von Johann Nestroy (Volkstheater Wien)
- 2010: Liliom von Franz Molnar (Volkstheater Wien)
- 2010: Der Alpenkönig und der Menschenfeind von Ferdinand Raimund (Volkstheater Wien)
- 2011: Memoiren der Sarah Bernhardt von John Murrell (Volkstheater in den Bezirken, Wien)
- 2011: Die Dreigroschenoper von Bertolt Brecht mit Musik von Kurt Weill (Volkstheater Wien)
- 2012: Die Comedian Harmonists von Gottfried Greiffenhagen mit Musik von Franz Wittenbrink; Co-Regie: Marcello de Nardo (Volkstheater Wien)
- 2012: Im weißen Rössl von Ralph Benatzky (Volkstheater Wien)
- 2013: Glorious! von Peter Quilter (Volkstheater Wien)
- 2013: Woyzeck von Georg Büchner mit Musik von Tom Waits und Kathleen Brennan (Volkstheater Wien)
- 2014: Der aufhaltsame Aufstieg des Arturo Ui von Bertolt Brecht (Volkstheater Wien)
- 2014: Die sieben Todsünden von Bertolt Brecht mit Musik von Kurt Weill (Volkstheater Wien)
- 2015: Gift. Eine Ehegeschichte von Lot Vekemans (Volkstheater Wien)
- 2015: Ein Sommernachtstraum von William Shakespeare (Volkstheater Wien)
- 2016: Das Mädl aus der Vorstadt von Johann Nestroy (Theater in der Josefstadt, Wien)

## Filmografie

### Schauspieler
- 1976: Ein echter Wiener geht nicht unter (TV-Serie, Staffel 1, Episode 7 – „Die Renovierung“)
- 1977: Kottan ermittelt (TV-Serie, Episode 2 – „Der Geburtstag“)
- 1977: Der Einstand (Regie: Reinhard Schwabenitzky)
- 1979: Feuer! (Regie: Reinhard Schwabenitzky)
- 1980: Kottan ermittelt (TV-Serie, Episode 6 – „Räuber und Gendarm“)
- 1980: Tote auf Urlaub (Regie: Walter Davy)
- 1980: Tatort – Mord auf Raten
- 1981: Der Bockerer (Regie: Franz Antel)
- 1981: Wo wohnen wie (Regie: Peter Sämann)
- 1981: Die tollen Nächte des Burli O. (TV-Serie)
- 1984: Tod eines Schaustellers (Regie: Dietrich Haugk)
- 1992: Das Geheimnis (Regie: Michael Schottenberg)
- 1995: Schnellschuß (Regie: Thomas Roth)
- 1996: Der Bockerer II (Regie: Franz Antel)
- 1997: Kreuzfeuer (Regie: Thomas Roth)
- 1999: Die Verfolgung und Verhaftung des J.N. Nestroy (Regie: Dieter Berner)
- 1999: Der Feuerteufel (Regie: Curt Faudon)
- 1999: Tatort – Absolute Diskretion
- 2000: Kommissar Rex (TV-Serie, Staffel 6, Episode 7 – „Tödliches Tarot“)
- 2000: Tatort – Der Millenniumsmörder
- 2000: Die Klavierspielerin (Regie: Michael Haneke)
- 2001: Blumen für Polt (Regie: Julian Pölsler)
- 2002: Trautmann – Das letzte Hemd hat keine Taschen (Regie: Thomas Roth)
- 2003: Trautmann – „Lebenslänglich“ (Regie: Thomas Roth)
- 2003: Kommissar Rex (TV-Serie, Staffel 9, Episode 10 – „Die Leiche lebte noch“)
- 2004: Trautmann – „Das Spiel ist aus“ (Regie: Thomas Roth)
- 2004: Villa Henriette (Regie: Peter Peyer)

Dazu kommen Gastrollen in Fernsehserien wie SOKO Kitzbühel.

### Regisseur
- 1986: Das Diarium des Dr. Döblinger
- 1989: Caracas (Drehbuch gemeinsam mit Michael Horowitz und Michael Juncker)
- 1990: Landläufiger Tod 1/2 – Mikrokosmos
- 1990: Landläufiger Tod 2/2 – Am Abgrund
- 1992: Das Geheimnis
- 1992: Averills Ankommen
- 1995: Geschäfte

## Auszeichnungen
- 1989: Internationale Filmfestspiele von Cannes: Prix de la jeunesse in der Kategorie Quinzaine des Réalisateurs für Caracas
- 1990: Filmfestival Max Ophüls Preis: Filmpreis des saarländischen Ministerpräsidenten in der Kategorie Beste Regie für Caracas
- 1992: Internationale Filmfestspiele von Cannes: Sélection Officielle – Un Certain Regard für Averills Ankommen
- 1997: Karl-Skraup-Preis in der Kategorie Beste Regieleistung
- 2002: Nestroy-Preis in der Kategorie Beste Regie
- 2002: Karl-Skraup-Preis in der Kategorie Beste Regieleistung
- 2003: Nestroy-Spezialpreis
- 2009: Karl-Skraup-Preis in der Kategorie Beste Regieleistung
- 2015: Dorothea-Neff-Preis in der Kategorie Beste Regieleistung
- 2017: Ferdinand-Raimund-Ring (Pottenstein)[4]

## Publikationen
- Von der Bühne in die Welt – Unterwegs in Vietnam, Amalthea Verlag, Wien 2017, ISBN 978-3-99050-091-0.
- Von neuen Welten und Abenteuern – Unterwegs in Burma, Amalthea Verlag, Wien 2018, ISBN 978-3-99050-089-7.
- Von Träumen und Schiffen – Unterwegs auf dem Frachtschiff MS Karina, Amalthea Verlag, Wien 2019, ISBN 978-3-99050-162-7.
- Schottis schönste Tiergeschichten, mit Illustrationen von Elham Anna Karimi, Echomedia, Wien 2019, ISBN 978-3-903113-73-2.
- Von Menschen, Märchen & Moguln – Unterwegs in Indien, Amalthea Verlag, Wien 2020, ISBN 978-3-99050-182-5.
- Schotti to go – Österreich für Entdecker, Amalthea Verlag, Wien 2021, ISBN 978-3-99050-200-6.
- Schotti to go – Burgenland für Entdecker, Amalthea Verlag, Wien 2021, ISBN 978-3-99050-209-9.
- Schotti to go – Wien für Entdecker, Amalthea Verlag, Wien 2022, ISBN 978-3-99050-221-1.
- Schotti to go – Niederösterreich für Entdecker, Amalthea Verlag, Wien 2022, ISBN 978-3-99050-233-4.
- Schotti to go – Vom Entdecken der Welt, Amalthea Verlag, Wien 2023, ISBN 978-3-99050-247-1.
- Schotti to go – Oberösterreich für Entdecker, Amalthea Verlag, Wien 2024, ISBN 978-3-99050-265-5.
- Schotti to go – Tirol für Entdecker, Amalthea Verlag, Wien 2025, ISBN 978-3-99050-285-3.
- In 66 Geschichten um die Welt, Amalthea Verlag, Wien 2025 (Erscheinungsdatum: 23. September 2025), ISBN 978-3-99050-291-4.